# Domare

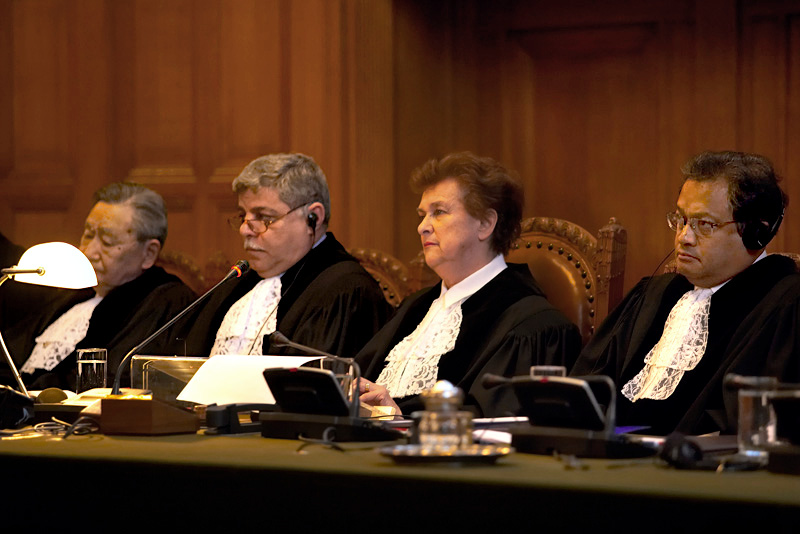
Domare i Internationella domstolen.

En domare är någon som svarar för uppgiften att döma vid en domstol.

## Befogenheter och funktioner
En domares yttersta uppgift är att lösa en rättslig tvist på ett slutgiltigt och offentligt lagligt sätt i samförstånd med betydande parter. Domare utövar betydande regeringsmakt. De kan beordra polis, militär eller rättsliga tjänstemän att utföra husrannsakningar, arresteringar, fängelser, utvisningar och liknande handlingar. Domare övervakar dock också att rättegångsförfaranden följs, för att säkerställa konsekvens och opartiskhet och undvika godtycke. En domares befogenheter kontrolleras av högre domstolar som appellationsdomstolar och högsta domstolar.
Domstolen har vanligtvis tre huvudsakliga juridiskt utbildade domstolstjänstemän: domaren, åklagaren och försvarsadvokaten. Domarens roll varierar mellan rättssystemen. I ett ackusatoriskt system, som gäller i USA och England, fungerar domaren som en opartisk domare och säkerställer huvudsakligen korrekt förfarande, medan åklagaren och försvaret lägger fram sitt fall för en jury, ofta utvald bland vanliga medborgare. Den främsta faktafinnaren är juryn, och domaren kommer sedan att slutföra domen. I ett inkvisitoriskt system, som i praktiken på det kontinentala Europa, finns det ingen jury och den huvudsakliga faktafinnaren är domaren, som kommer att leda och döma på egen hand. 

### Krav
Det krävs att en domare är juridiskt utbildad. I USA kräver detta i allmänhet en examen av Juris Doctor. Dessutom krävs ofta betydande yrkeserfarenhet; till exempel i USA utses domare ofta från erfarna advokater.

## Sverige
Vissa grundläggande bestämmelser om domare finns i regeringsformen. Där framgår bland annat att den som tjänstgör som ledamot i Högsta domstolen eller Högsta förvaltningsdomstolen måste vara eller ha varit varit ordinarie domare i någon av de domstolarna. Det finns vidare ett krav på att det ska finnas ordinarie domare i lägre instanser. I sådana domstolar är det emellertid tillåtet för andra att tjänstgöra som domare, exempelvis som nämndeman eller som ett led i domarutbildningen. I fråga om domstol som har inrättats för handläggning av en viss bestämd grupp eller vissa bestämda grupper av mål är det vidare möjligt för riksdagen att i lag göra undantag från kravet att det ska finnas ordinarie domare.
Vid de allmänna domstolsslagen (de allmänna domstolarna och de allmänna förvaltningsdomstolarna), liksom i specialdomstolarna, tjänstgör domare med en rad olika titlar, som bland annat är kopplade till anställningsformen och chefsstrukturen.
Eftersom även nämndemän deltar i den dömande verksamheten, och därmed är domare, används i lagtexter begreppet lagfaren domare om de juridiskt utbildade domarna. Lagfarna domare är anställda vid en domstol. De lagfarna domarna kan vara ordinarie domare, såsom justitieråd, lagmän, chefsrådmän och rådmän, icke ordinarie domare (assessorer och fiskaler) eller beredningsjurister/föredragande jurister och behöriga notarier.
Domaren eller domarna i målet benämns "rätten".
Svenska domare bär inte domarkåpa eller annan ämbetsdräkt. Vanlig klädsel är kostym eller dräkt.